# 野中ユリ
野中 ユリ（のなか ゆり、1938年 - ）は日本の美術家。銅版画、平版、印刷版画、デカルコマニー、コラージュ、パステル、油彩、タブロー・コラージュ、オブジェ、装丁、挿画の分野で活動。
画家の野中曜子の娘として東京府に生まれる。東京都立駒場高等学校卒業。1953年頃から銅版画を始め、関野凖一郎や駒井哲郎や瀧口修造に師事。それ以来、正規の美術学校には入らず、独学で研鑽を積む。1957年、瀧口の推薦で瀧口企画のグループ展「銅版画展」（タケミヤ画廊）に出品。同年「第1回東京国際版画ビエンナーレ展」（東京国立近代美術館）にも出品。1959年の第1回個展で澁澤龍彦の知遇を得る。

## 著書
- 彷徨引力 野中ユリ [画] 大門出版美術出版部 1971 (絵次元)
- コリントン卿登場 稲垣足穂, 野中ユリ, 種村季弘 著 美術出版社 1974
- 野中ユリ彩色版画 : イリュミナシオンー大洪水の後/神秘/花々/野蛮 野中ユリ, 青画廊 1975
- 妖精たちの森 : 野中ユリ画集 野中ユリ [画],渋沢龍彦 文 講談社 1980
- Metamorphoses : ギリシャ神話より 野中ユリ銅版画集 野中ユリ 作 野中ユリ 1984
- ことばの食卓 武田百合子 著,野中ユリ 画 作品社 1984
- ことばの食卓 武田百合子 文,野中ユリ 画 筑摩書房 1991 (ちくま文庫)
- 狂王 : ルートヴィヒⅡ世 渋沢竜彦 文,野中ユリ 画 平凡社 1994
- 彷徨引力 野中ユリ作品集 野中ユリ, 埴谷雄高, 巖谷國士 著 平凡社 1994
- 妖精たちの森 : 野中ユリ画集 野中ユリ, 渋沢竜彦 著 平凡社 1995
- 野中ユリ画文集 野中ユリ [画],神奈川県立近代美術館 編 神奈川県立近代美術館 2002
- 野中ユリ = Nonaka Yuri : 美しい本とともに 野中ユリ [画],神奈川県立近代美術館 編 神奈川県立近代美術館 2013